# Santiago Rivas
Santiago Rivas Camargo (Bogotá, 21 de febrero de 1982) es un artista plástico y presentador de televisión colombiano dedicado al arte y la cultura con estilo cómico. Hasta finales de 2023 fue colaborador y director de contenidos de audio en Canal Capital. 
Desde 2018 hace parte de la mesa editorial de Presunto Pódcast, bajo la dirección de Sara Trejos.

## Biografía
Santiago Rivas, hijo del crucigramista y publicista Alejandro Rivas y de la diseñadora gráfica Inés Elvira Camargo, estudió Artes Plásticas en la Universidad Nacional de Colombia. Después de terminar sus estudios universitarios fue profesor de arte en el Gimnasio Campestre, donde se graduó de bachiller. Llegó a la televisión en 2008, cuando Néstor Oliveros, productor de Señal Colombia, lo llamó para que presentara Los Puros Criollos, un programa dedicado al patriotismo, las culturas, sus costumbres, sus elementos creados por colombianos entre sí, que tuvo mucho éxito y ganó varios Premios India Catalina. También presentó En órbita, un programa sobre exposiciones que contaba con entrevistas.
En 2018 publicó el libro Acaba Colombia: Motivos para apagar e irnos.

## Premios
Recibió 4 Premios India Catalina como Mejor Presentador, tres de ellos por el programa Los Puros Criollos y uno por el programa En Órbita.
En 2019 recibió el Premio Nacional de Periodismo Simón Bolívar por Presunto podcast.